# Jakez Riou
Pour les articles homonymes, voir Riou.
Jakez Riou (né le 1er mai 1899 à Kerhoas en Lothey, mort à Châteaubriant en 1937) est un auteur de langue bretonne, ayant produit des nouvelles, des pièces de théâtre et quelques poèmes. Il fut journaliste au Courrier du Finistère. Tuberculeux, il meurt prématurément et est enterré dans le cimetière de Ploaré (Finistère).

## Biographie
Il rencontra Youenn Drezen au séminaire des Missionnaires de Picpus, au Pays basque espagnol. Là, tout en menant des études théologiques, littéraires et scientifiques, ils découvrirent la magie de leur langue bretonne et, à la suite de Yann-Ber Kalloc'h et Tanguy Malmanche, la possibilité d’en épurer les formes pour en faire une vraie langue littéraire. Il participe en 1925 aux débuts de la revue Gwalarn, revue de création littéraire tout en breton, lancée par Roparz Hemon comme supplément à la revue Breiz Atao.

« C'est pourtant à cette époque - j'avais quatorze ans et étais en troisième - que mon nom parut pour la première fois imprimé dans un livre. L'un de nos surveillants écrivait en breton, poèmes et pièces de théâtre. Les joues creuses, les yeux fiévreux, sans doute pouvait-on deviner le mal qui le rongeait et devait l'emporter, quelques années plus tard. J'aimais l'écouter parler pendant les récréations. Il était chaleureux, plein d'ironie à l'égard des gloires établies et d'institutions folkloriques comme les fêtes bardiques qui avaient lieu, chaque année, en Cornouailles britanniques. Jakez Riou faisait partie de ces intellectuels celtisants, groupés autour de la revue Gwalarn (Vent d'ouest), qui cherchaient à donner à la langue bretonne les lettres de noblesse littéraire qui lui manquaient un peu. Un jour, il me raconta une pièce satirique qu'il venait d'écrire, Gorsedd Digor, où il se moquait des congrès celtiques, des bardes et des druides. Je dessinai les personnages de la pièce (dessiner était, je l'ai dit, ma principale occupation). Les dessins l'amusèrent. Il me demanda d'illustrer le livre qui devait bientôt paraître. Il me fournit des planchettes de poirier sur lesquelles j'appris à graver mes compositions. Outre des scènes de la pièce il y avait des hors-texte : menhirs et dolmens, et le tronc d'un chêne dont le modèle m'avait été donné par le grand pin qui s'élevait devant notre maison de L. Le livre parut avec le nom de l'illustrateur. Il a été réimprimé récemment. »

— Michel Mohrt, La maison du père, Gallimard, 1979, p. 96-97
Un fonds Jakez Riou a été déposé à la Bibliothèque Yves-Le Gallo du Centre de recherche bretonne et celtique (CRBC) de l'Université de Bretagne occidentale. Il comprend 79 pièces d'archives inédites dont l'inventaire est disponible sur le site du CRBC. Ce fonds est accessible à la consultation.

## Publications
- Lizer an hini maro ; Brest, imprim. du château, 1925, 64 pp.
- Gorsedd Digor. Eun arvest ; Brest, imprim. du château, 1928, 79 pp. (pièce illustrée de bois gravés par Michel Mohrt) ; éditions Aber, 2010.
- Keravel et Recouvrance, illustré par René-Yves Creston ; P., Keltia, 1932.
- Geotenn ar Werc'hez, 1928. Traduction française: L'Herbe de la vierge par Youenn Drezen, Nantes, Aux portes du large, 1947.
- Troiou-kamm Alanig al Louarn, illustré par Pierre Péron, 1936 Gwalarn.
- Nomenoe-oe ! Brest, Skrid ha Skeudenn, 1941 ; éditions Aber, 2010.
- Dogan. Pez-c'hoari e daou arvest, illustrations de René-Yves Creston ; Rennes, Skrid ha skeudenn, 1943 ; éditions Aber, 2010.
- An ti satanazet (roman) ; La Baule, Skridoù Breizh, 1947 (illustré par Pierre Péron).
- Barzhonegou ; Brest, Al Liamm, 1954

Traduction
- Torfed ar Frer Juniper, de Henri Ghéon, 1931.

## Hommage
- Le collège Diwan de Quimper porte son nom : Skolaj Diwan Jakez-Riou.

- En 2005, le collège Diwan de Kemper devient Collège Diwan Jakez Riou